# 単層円柱上皮
単層円柱上皮（たんそうえんちゅうじょうひ、simple columnar epithelium）とは、胃や腸などの粘膜上皮に見られる被蓋上皮。

## 概説
胃や腸の粘膜上皮などに見られる上皮で、伸展させた場合の面積は各種上皮の中で最大である。横断面で見ると円柱のように見えることから円柱上皮と呼ばれるが、実際は六角形に並び、隣の細胞と密接している。
子宮・卵管・細気管支などの上皮に見られる線毛を持つ単層円柱上皮は、単層円柱線毛上皮と呼ばれる。
被蓋上皮であるとともに、小腸などは水や栄養を吸収する吸収上皮の機能を持つ。また、小腸や卵管などのように、分泌細胞を持つ腺上皮の機能を持つものもある。

## 組織

### 消化器系
食道は重層扁平上皮であるが、胃に入ると単層円柱上皮となる。これは、小腸（その大部分は吸収上皮細胞）、大腸へ続き、直腸下端部の肛門端にて重層扁平上皮へ移行する。

### 呼吸器系
気管や気管支は多列線毛上皮であるが、細気管支に入ると最初のうちは単層円柱線毛上皮となる。先に進むにつれて細胞の高さが減り、最終的には単層立方上皮となる。

### 生殖器系
卵管や子宮が単層円柱上皮である。

## 追加画像

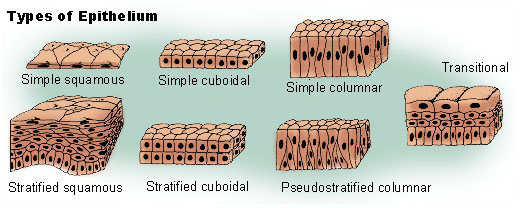
Types of epithelium.
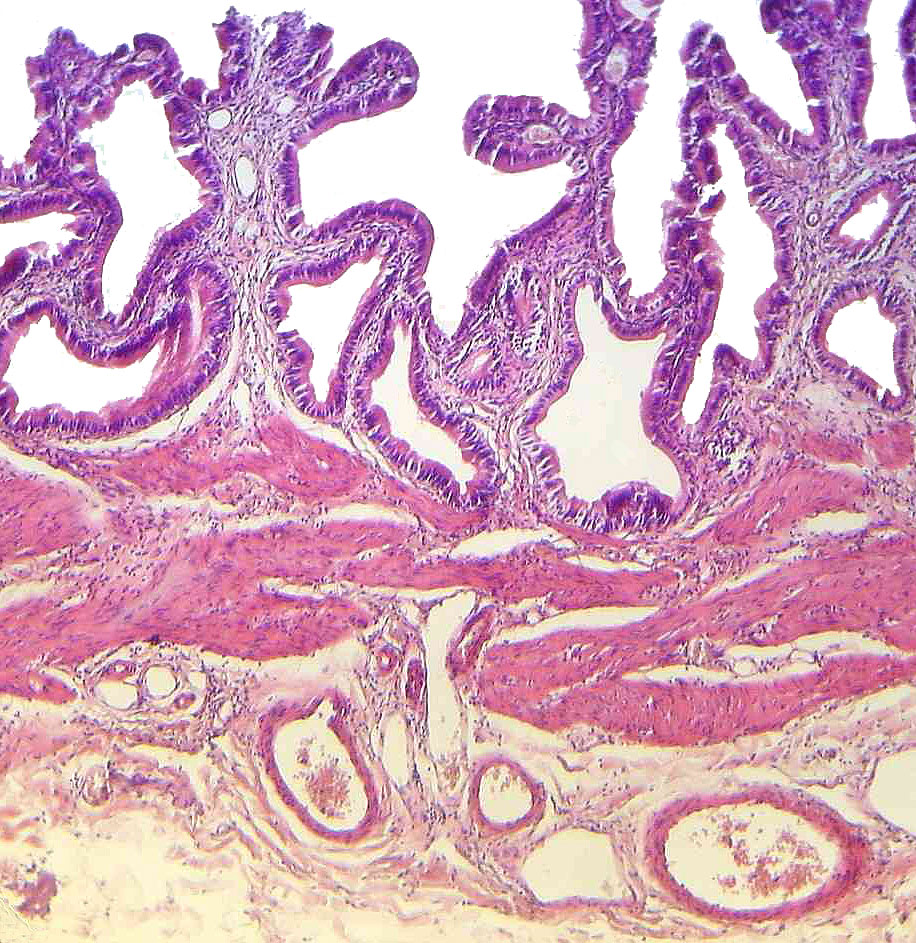
Histology of gallbladder.
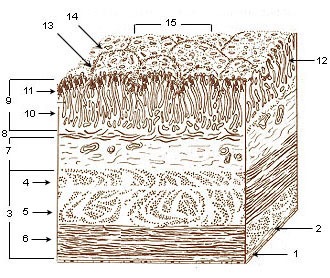
Layers of stomach wall.
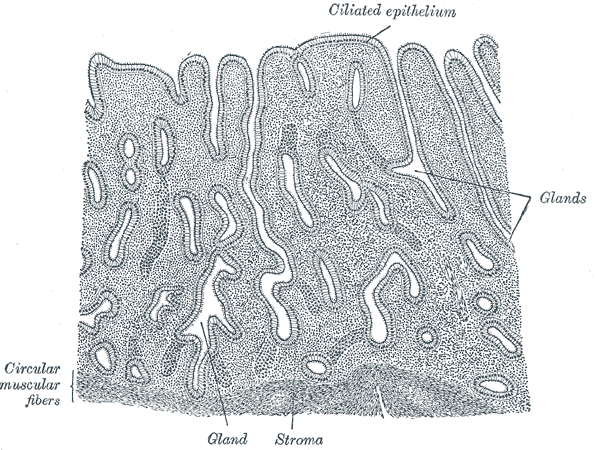
Vertical section of mucous membrane of human uterus.
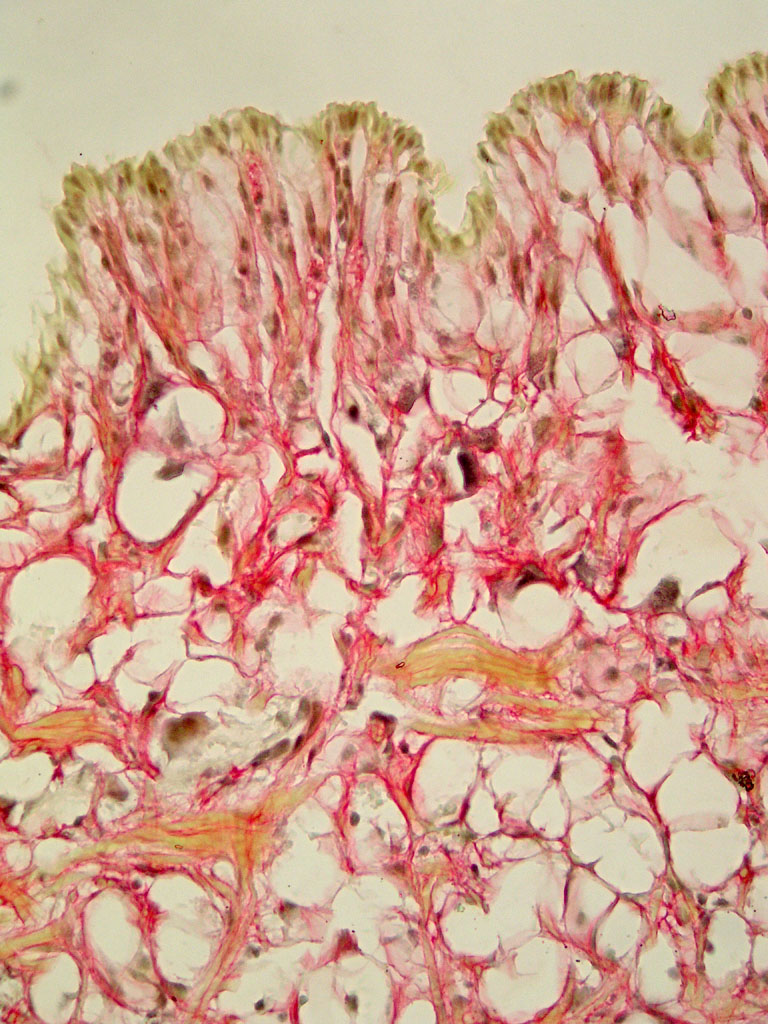
skin of slug Deroceras laeve